# Maos lilla röda
Maos lilla röda (红宝书; Hóngbǎoshū) eller egentligen Citat ur ordförande Maos verk (毛主席语录; Máo Zhǔxí Yǔlù) eller Mao Zedongs citat (毛泽东语录; Máo Zédōng yǔlù) är en samling citat ur Mao Zedongs skrifter. Utgiven "på riktigt" första gången 1966 kom boken, bunden i rött och tryckt i fickformat, snabbt att bli ett av 1900-talets mest mångfaldigade och spridda verk, en symbol förknippad med kulturrevolutionen, Maoismen och persondyrkan av Mao Zedong.
Boken, vars populära utländska beteckning i Kina motsvarades av "Röda skatt-boken" (紅寶書, hongbaoshu, vilket dock kunde referera till samtliga Maos verk bundna i rött, och speciellt de i fickformat) sammanställdes 1964 inom Folkets befrielsearmé för att öka soldaternas kunskaper i Mao Zedong-tänkande (maoism), men kom från 1966, då utgiven med sitt karaktäristiska röda omslag och med chefen för armén och Maos högra hand Lin Biao som officiell redaktör, att tjäna som praktisk handbok för de unga rödgardister som av Mao Zedong var utsedda att agera frontsoldater i den av honom initierade Kulturrevolutionen (1966–1976).
Inga säkra uppgifter om i hur många exemplar boken trycktes totalt i hela Kina under åren 1964 till 1971 finns att tillgå, men känt är att den år 1967 utkom i 350 miljoner exemplar. Redan i slutet av 1966 var den klart uttalade tanken att det i princip skulle finnas en bok per kinesisk medborgare (då ca 750 miljoner), och med hundratals tryckerier helt sysselsatta med tryckningen av Maos lilla röda kom den samlade utgåvan snart att vida överstiga antalet invånare.
Samtidigt som boken spreds över Kina – på bekostnad av bland annat verk av Marx och Lenin som inte alls trycktes åren 1967–69 eftersom läsningen av deras skrifter kunde tänkas gå ut över folkets i praktiken obligatoriska studier av Maos idéer – släpptes den också på den internationella marknaden, där den bara inom de första åtta månaderna kom att översättas till 14 språk och publiceras i över 100 länder, med en samlad upplaga på ca. 800.000 exemplar. Totalt trycktes boken under kulturrevolutionen i miljarder exemplar inom och utanför Kina, något som renderat boken epitetet "den mest tryckta boken efter Bibeln".
En auktoriserad översättning till svenska (via den engelska versionen) av Nils G. och Marika Holmberg kom ut 1967. Den fullständiga svenska titeln var Citat ur ordförande Mao Tse-Tungs verk. Fram till 1979 utkom boken i sammanlagt tio upplagor, för att sedan göra ett uppehåll innan den senaste (något reviderade) utgåvan gavs ut 1994 på nytt förlag och med förord av Jan Myrdal.
Boken innehåller 427 olika citat indelade i 33 kapitel, med avsnitt från Maos Valda verk i fyra band, Militärpolitiska skrifter, Politiska skrifter samt sju olika småskrifter och viktigare tal. Förordet till den andra kinesiska upplagan 1966 skrevs av Lin Biao. Förordet inleddes med följande: "Kamrat Mao Tse-Tung är den störste marxist-leninisten i vår era. Han har övertagit, försvarat och på ett genialt sätt utvecklat marxismen-leninismen samt fört den upp i ett högre och helt nytt skede".
Efter Lins politiska fall och mystiska död 1971 revs hans förord ut ur de exemplar av boken som fanns i handeln, och även privata ägare uppmanades riva bort förordet ur sina exemplar eller på annat sätt, som det hette, "eliminera skurken Lins gift".
Efter Mao Zedongs död 1976 svalnade snabbt intresset för boken i Kina. Trots att Maos tankar under flera år skulle fortsätta att utgöra en del av landets officiella ideologiska ryggrad uppmanade man nu vanliga människor att lämna sina exemplar av boken till pappersinsamlingen. Den 12 februari 1979 skickade kommunistpariets Centrala Propagandadepartement ett direktiv till alla bokhandlar som förbjöd fortsatt försäljning av boken – såväl den kinesiska upplagan som upplagor på andra språk. Eventuella restupplagor skulle förstöras, sades det. Boken har sedan aldrig åter tryckts upp officiellt i Kina, men billiga piratkopior av en två-språkig (engelska/kinesiska) utgåva säljs sedan 1990-talet till turister på Kinas många loppmarknader.